# 2024년 하계 올림픽 오스트레일리아 선수단
2024년 하계 올림픽 오스트레일리아 선수단은 2024년 7월 26일부터 8월 11일까지 프랑스 파리에서 열리는 2024년 하계 올림픽에 참가한 올림픽 오스트레일리아 선수단이다.
오스트레일리아는 2024년 7월 26일부터 8월 11일까지 파리에서 열리는 2024년 하계 올림픽에 출전한다. 오스트레일리아 선수들은 프랑스, 영국, 그리스, 스위스와 함께 현대의 모든 하계 올림픽에 출전했다. 브리즈번이 2032년 하계 올림픽을 개최함에 따라, 2028년 로스앤젤레스 하계 올림픽을 개최할 차기 국가인 오스트레일리아와 미국은 개막식의 국가 퍼레이드 중 트로카데로 광장에 입장하는 프랑스 팀에 앞서 행진했다.
올림픽 멀티 메달리스트인 슬라롬 카누 선수 제시카 폭스와 필드 하키 선수 에디 오켄든이 국가 개막식 기수를 이끌도록 선정되었다.
오스트레일리아에는 펜싱, 핸드볼, 실내 배구를 제외한 모든 스포츠의 321개 종목에 461명의 선수(남자 205명, 여자 256명)가 참가한다.

## 출전 선수
| 종목           | 남자 | 여자 | 전체 |
| -------------- | ---- | ---- | ---- |
| 양궁           | 1    | 1    | 2    |
| 아티스틱스위밍 | 빈칸 | 8    | 8    |
| 육상           | 34   | 41   | 75   |
| 배드민턴       | 0    | 3    | 3    |
| 농구           | 12   | 16   | 28   |
| 복싱           | 6    | 6    | 12   |
| 브레이킹       | 1    | 1    | 2    |
| 카누           | 9    | 7    | 16   |
| 사이클         | 12   | 13   | 25   |
| 다이빙         | 5    | 6    | 11   |
| 승마           | 5    | 4    | 9    |
| 하키           | 16   | 16   | 32   |
| 축구           | 0    | 18   | 18   |
| 골프           | 2    | 2    | 4    |
| 체조           | 1    | 11   | 12   |
| 유도           | 1    | 2    | 3    |
| 근대5종        | 0    | 1    | 1    |
| 조정           | 14   | 21   | 35   |
| 럭비           | 12   | 12   | 24   |
| 요트           | 6    | 6    | 12   |
| 사격           | 6    | 4    | 10   |
| 스케이트보드   | 4    | 5    | 9    |
| 스포츠클라이밍 | 1    | 1    | 2    |
| 서핑           | 2    | 2    | 4    |
| 수영           | 23   | 21   | 44   |
| 탁구           | 3    | 3    | 6    |
| 태권도         | 2    | 1    | 3    |
| 테니스         | 5    | 4    | 9    |
| 트라이애슬론   | 2    | 2    | 4    |
| 배구           | 4    | 2    | 6    |
| 수구           | 13   | 13   | 26   |
| 역도           | 1    | 2    | 3    |
| 레슬링         | 2    | 0    | 2    |
| 전체           | 205  | 255  | 460  |

## 메달 집계
| 종목 | 1 | 2 | 3 | 합계 |
| 종목 | ' | ' | ' | '    |
| 종목 | ' | ' | ' | '    |
| 종목 | ' | ' | ' | '    |
| 합계 | ' | ' | ' | '    |

## 같이 보기
- 2024년 하계 올림픽